# Necesito una madre
Necesito una madre es una película de Argentina en blanco y negro dirigida por Fernando Siro sobre el guion de María Elena Walsh según el cuento La huida, de Martha Lehmann que se estrenó el 2 de junio de 1966 y que tuvo como protagonistas a Teresa Blasco, Beatriz Bonnet, Fernando Siro y Guillermo Battaglia. Fue el segundo filme dirigido por Siro.
Fue filmada en el colegio Highlands High School sito en la calle Roca al 1400 de la localidad de Vicente López.

## Sinopsis
Ante la indiferencia de sus padres un niño huye de su hogar.

## Reparto
Intervinieron en el filme los siguientes intérpretes:
- Teresa Blasco
- Beatriz Bonnet
- Fernando Siro
- Guillermo Battaglia
- Olinda Bozán
- Elena Cruz
- Dringue Farías
- Andrés Más
- Diego Puente
- Rodolfo Ranni
- Rodolfo Crespi
- Celia Geraldy
- Roberto Bordoni
- Leopoldo Verona
- Zulma Faiad
- Mario Fortuna
- Juan Díaz
- Mario Sapag
- Nelson Prenat
- Dora Prince

## Comentarios
La Razón dijo:

”La película fue realizada con mucho apresuramiento, sin tiempo para madurar los elementos con los que se iba a jugar.”

Crónica opinó:

”La película se detiene en una mera exposición, más que del problema en sí, de las un tanto irreales aventuras de un niño”.

Por su parte, Manrupe y Portela escriben:

”O el Crónica de un niño solo de la clase alta….Siro eligió mostrar a un chico de la calle y rodearlo de primeras figuras y hasta el mismo Diego Puente, protagonista del film de Favio. Todo con resultado discreto.”